# Château de Dumphlun

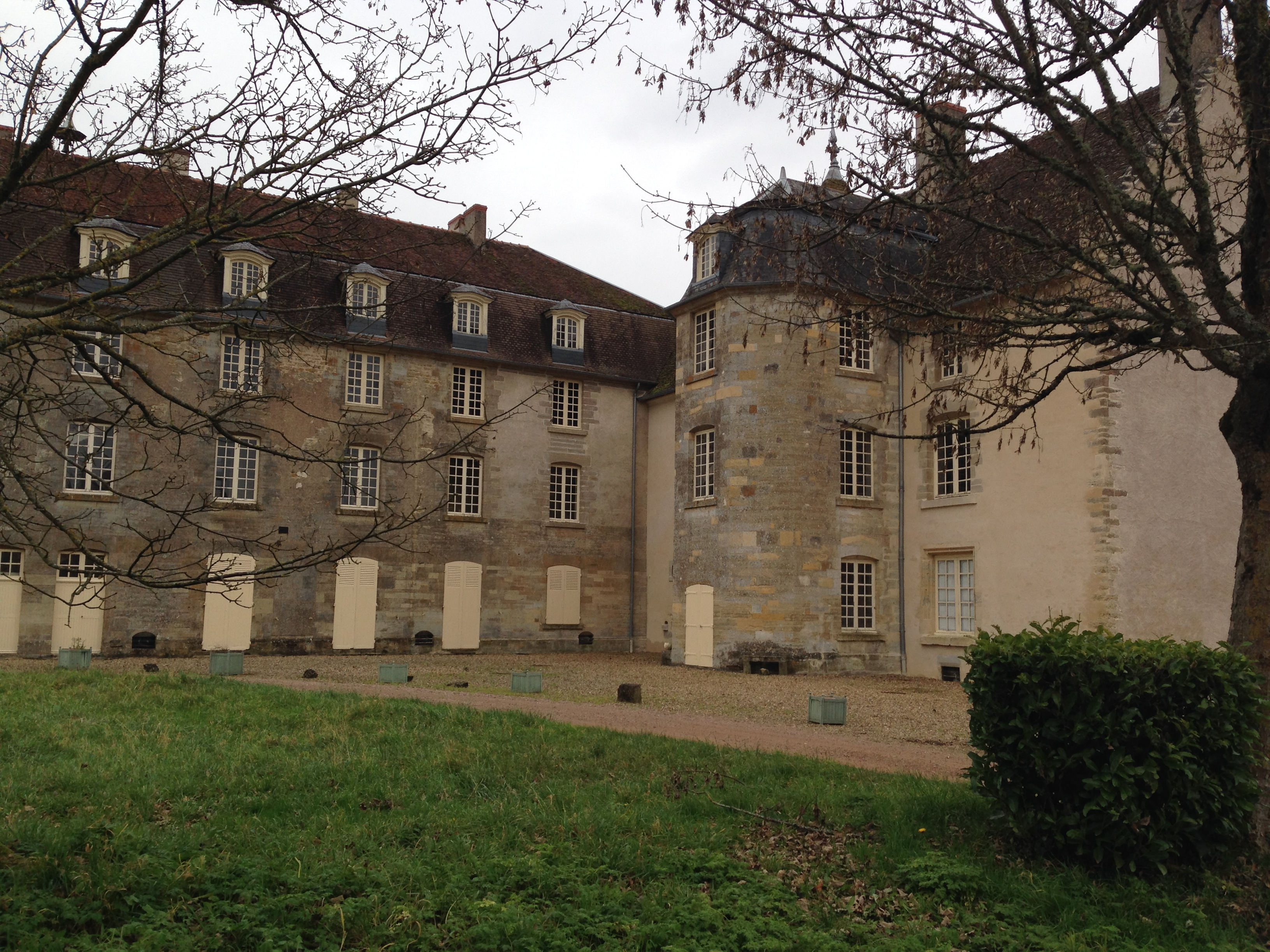
Château de Dumphlun - cour.

Le château de Dumphlun, à Billy-Chevannes dans le département de la Nièvre, a été bâti entre le XVe siècle et le XVIIIe siècle. De vastes communs et bâtiments de ferme, agrandis aux XVIIIe siècle et XIXe siècle, témoignent d'une importante activité agricole au cours des siècles.
Situé sur un promontoire offrant une belle perspective sur les Amognes[Quoi ?], Dumphlun constitue un exemple d'architecture nivernaise du XVIIIe siècle. Les grands travaux menés à cette époque, sous l'impulsion de la famille de Rémigny, ont donné au château et aux bâtiments de ferme une unité d'ensemble.
Le château est inscrit aux monuments historiques par arrêté du 12 février 2021 se substituant à l'arrêté d'inscription du 25 mars 1980 . Il se visite en été, sur rendez-vous.

## Historique
Plusieurs orthographes du nom Dumphlun ont eu cours, comme l'a relevé Georges Richard de Soultrait dans ses travaux sur la toponymie de la Nièvre : Dunflun, Dumflung, Dumphlain, Dumphlun (orthographe apparue au XVIIIe siècle). Ce toponyme, d'origine celte, combine les racines "dun" (enceinte fortifiée) et "flun" (cours d'eau).
Dumphlun s'élève sur un site occupé dès l'époque protohistorique, comme en témoigne un tumulus voisin à Cizely, au lieu-dit la Segangeotte. Fouillé dans les années 1850, il contenait un grand nombre de squelettes qui y étaient placés deux par deux (600-550 av. J.-C.). On en a extrait une cinquantaine de bracelets de bronze, conservés aujourd'hui au musée archéologique de Nevers. La région des Amognes[source insuffisante] garde des traces nombreuses de communautés gallo-romaines (important sanctuaire dans la commune de Rouy)[réf. souhaitée].
Si l'histoire ancienne du site de Dumphlun reste mal connue, de très nombreux documents et archives permettent de retracer son histoire à partir du Moyen Âge, ce qui en fait "sans conteste le château le mieux documenté du Nivernais", selon la monographie de référence réalisée par l'historienne Brigitte Colas.
Au Moyen Âge, une forteresse s'élevait le long de la route allant de Nevers à Château-Chinon, dans le pré dit du "Vieux Château" selon l'appellation figurant dans les plans cadastraux anciens. Pendant la guerre de Cent Ans, la Nièvre connut de nombreux combats et ce château de Billy faisait partie des places fortes comme Vesvres, Montigny ou Anlezy, luttant contre les Anglais et les Armagnacs, qui le prirent en 1428. Il sera ensuite repris par les troupes de Perrinet Gressart, après un mois de siège qui a probablement laissé ce château en ruine. Ses derniers vestiges ont par la suite été démantelés dans les années 1840.

Le château de Dumphlun s'est développé au XVe siècle, probablement à partir d'une tour dominant la vallée de l'Andarge, qui subsiste aujourd'hui. Il appartenait alors à la famille d'Anlezy, d'origine très ancienne et mentionnée dans les textes depuis 1192. Il est fait mention d'un seigneur de Dumphlun depuis Erard d'Anlezy (vers 1450), dont le fils, Philibert d'Anlezy, sera un personnage important dans l'histoire du Nivernais, écuyer, homme d’armes en 1467, maître d’hôtel de la comtesse de Nevers en 1475, mort avant 1489.

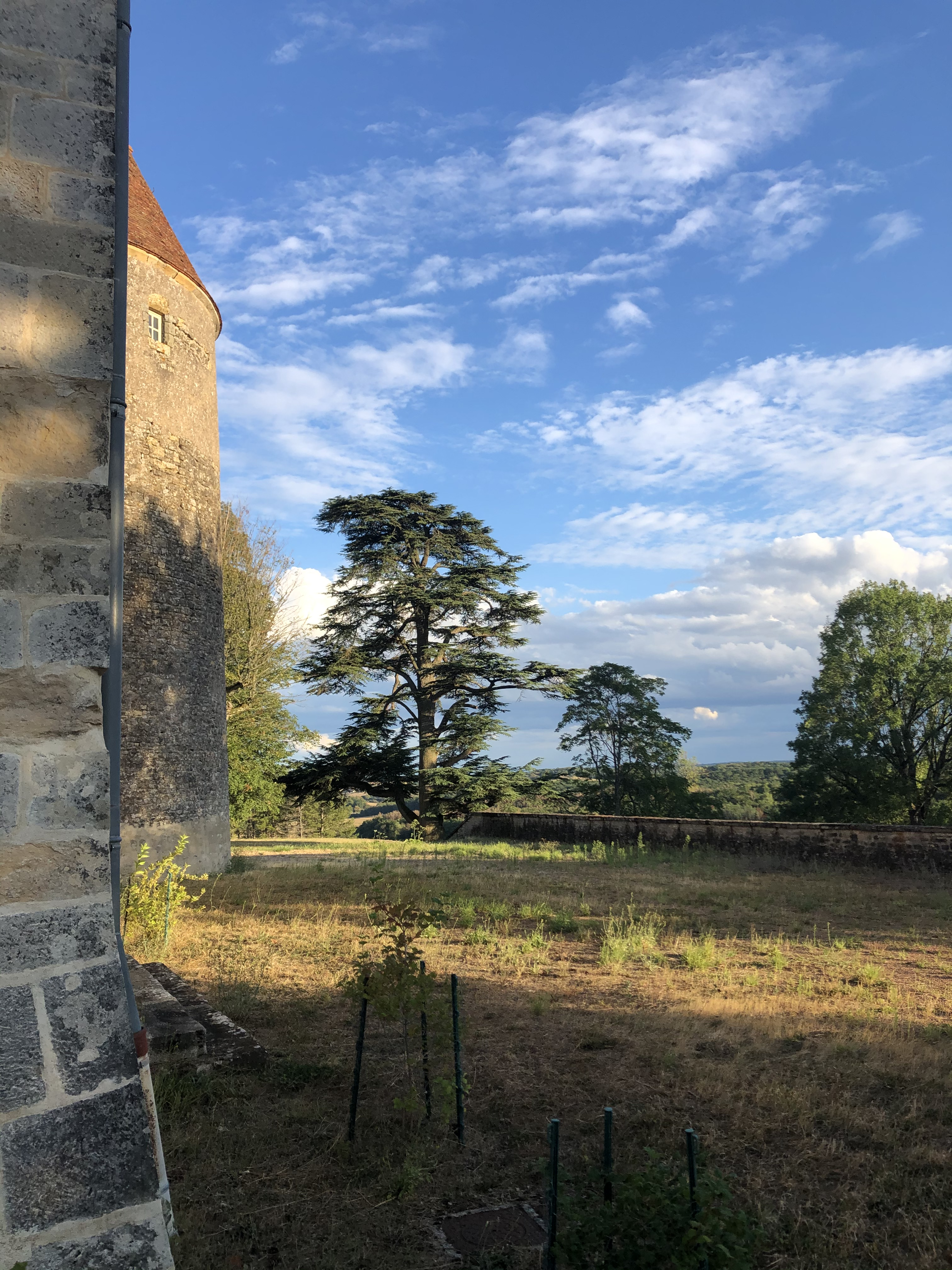
Château de Dumphlun, tour et vue sur les Amognes

C'est de cette époque que remonte l'aile centrale du château, même si ce corps de logis a été remanié au XVIIIe siècle avec, notamment, le remplacement de l'escalier en colimaçon rapporté en façade par une tourelle polygonale abritant le grand escalier actuel. Sur la paroi du premier étage figurent encore deux écussons de pierre appartenant à la famille d'Anlezy, décrits par Georges de Soultrait dans son Répertoire archéologique du département de la Nièvre.
Au XVIe siècle, un occupant notable est Imbert d'Anlezy, seigneur de Dumphlun, l'un des cent gentilshommes de la Maison du Roi, vétéran des guerres d'Italie, appelé à la fin de sa vie au service du jeune duc d'Alençon. Il lui dédia un livre sur la fortune, Liber Fortunae (1568), illustré par le grand artiste maniériste Jean Cousin le Jeune. Cet ouvrage, conservé à la bibliothèque de l'Institut de France, a été commenté en détail (dessins) par l'historien Ludovic Lalanne dans Le Livre de Fortune, Recueil de deux cents Dessins inédits de Jean Cousin, 1883 et par l'historienne Florence Buttay qui s'est intéressée à la figure d'Imbert d'Anlezy (mort vers 1574).

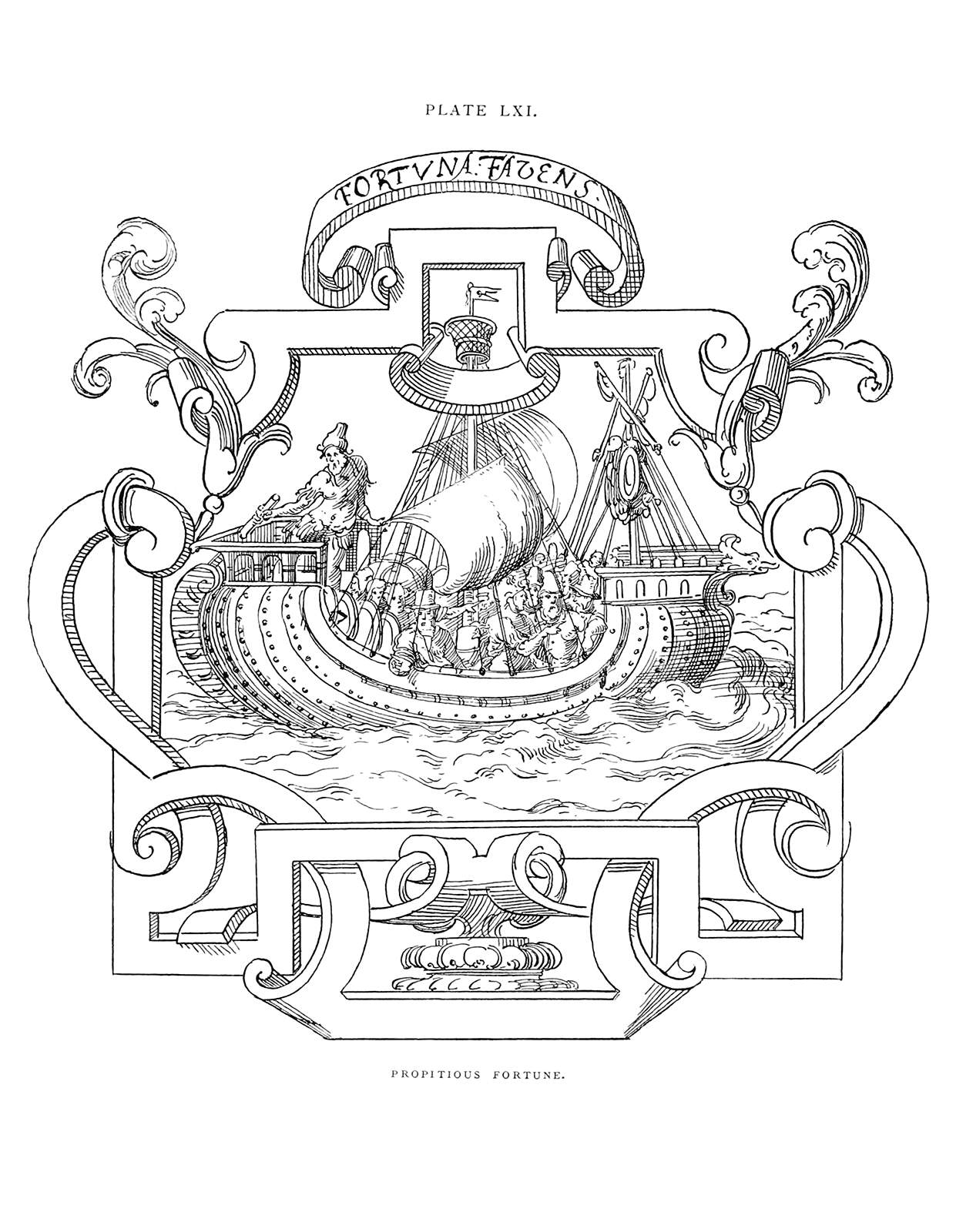
Illustration du Livre de Fortune, Imbert d'Anlezy, dessins de Jean Cousin le Jeune, 1568.

À cette époque, Gabriel de La Perrière, Lieutenant général du Nivernais (1568), premier représentant du duc de Nevers Louis de Gonzague, est seigneur de Billy et de Bazoches. Sa fille, Françoise de La Perrière, qui épousa Jacques Le Prestre de Vauban en 1591, est la grand-mère paternelle de Vauban, maréchal de France (pour les liens entre les ancêtres de Vauban et Dumphlun cf. Marie-Aimé Latournerie, "A propos des ancêtres de Vauban", La lettre de l'Académie du Morvan, 2016, vol.1-1).
À la fin du XVIe siècle, Dumphlun appartient, à la faveur d'alliances, à différentes familles du Nivernais, notamment les Cossaye (mariage de Jacques de Cossaye, seigneur de Beauvoir, avec Gilberte d'Anlezy, petite-fille d'Imbert d'Anlezy), grande famille protestante comme l'était sans doute devenue la famille d'Anlezy peu de temps après la mort d'Imbert d'Anlezy.
En 1642, Dumphlun est acheté par Paul de Rémigny, seigneur de Billy par sa mère Marie-Chrétienne de La Perrière. Marié à Catherine de Chastellux (1640, †1641) puis à Jeanne Bolacre (1645), Paul de Rémigny devient Lieutenant général des provinces de Nivernais et Dionzais en 1654, à la suite de Roger de Bussy-Rabutin.
À sa mort en 1682, une estimation de la succession décrit la terre de Dumphlun comme « un grand corps de logis fort élevé, avec quatre grosses tours, une basse-cour bien bastie, une vigne à faire trente muids de vin, un grand jardin, terrasse, verger, tout enclos de murailles, il y a deux grandes allées de noyers, l’un qui va à la paroisse, l’autre au village de Dunflun ». Un dénombrement de 1685 (archives départementales de la Nièvre) mentionne « le chasteau, bastiments, colombier, ayzances et appartemens dudict chasteau et maison fort consistant en cours, jardins, prisons, vignes, vergers ».
À sa suite, se succèdent cinq générations de Rémigny à Dumphlun, cette famille connaissant par ailleurs une influence croissante à Nevers aux XVIIe siècle et XVIIIe siècle (on peut encore voir l'hôtel de Rémigny au 1 rue de Rémigny à Nevers).
L'arrière petit-fils de Paul de Rémigny, Jean-Baptiste François Angélique (1710-1787), entreprit un vaste remaniement du château de Dumphlun. Des plans sont établis en 1739 par l'architecte Jean-Baptiste Leroux pour rebâtir entièrement le vieux château suivant une disposition à deux ailes symétrique dans le goût classique. Ce projet n’est pas réalisé mais des travaux sont entrepris entre 1777 et 1781 par l'architecte parisien Jean Babin, auteur de sept livres sur l'art du fer forgé et de la serrurerie conservés à l'INHA (vers 1750). La tour ronde médiévale au sud est conservée ainsi que l’aile Ouest mais fortement remaniée. Une aile nouvelle est construite au sud. La plupart des grands bâtiments de ferme entourant Dumphlun datent également de cette époque.
Le nom de Rémigny est aussi associé à la figure du capitaine Luc-Angélique de Rémigny, frère de Jean-Baptiste de Rémigny, qui combattit avec sa compagnie en Nouvelle-France contre les troupes anglaises, notamment lors de la bataille des Plaines d'Abraham (1759), pour défendre la ville de Québec. En son honneur, la commune de Rémigny, au Québec (Canada), porte son nom.
Pendant la Révolution française, le dernier marquis de Rémigny, Angélique-Louis Marie (marié à Françoise Guigues de Moreton de Chabrillan), disparaît à l'étranger ou en France pendant que sa mère Thérèse Séguier, et son frère, Antoine-Henry, sont guillotinés en 1794. Il meurt en 1803, laissant un fils survivant, Pierre-Nicolas de Rémigny, qui meurt à son tour en 1821. L'ensemble du domaine, château et fermes est acheté en 1814 par une famille parisienne, les Boucher. Ils font de Dumphlun leur résidence d'été et entreprennent d'y développer les dernières techniques agricoles.

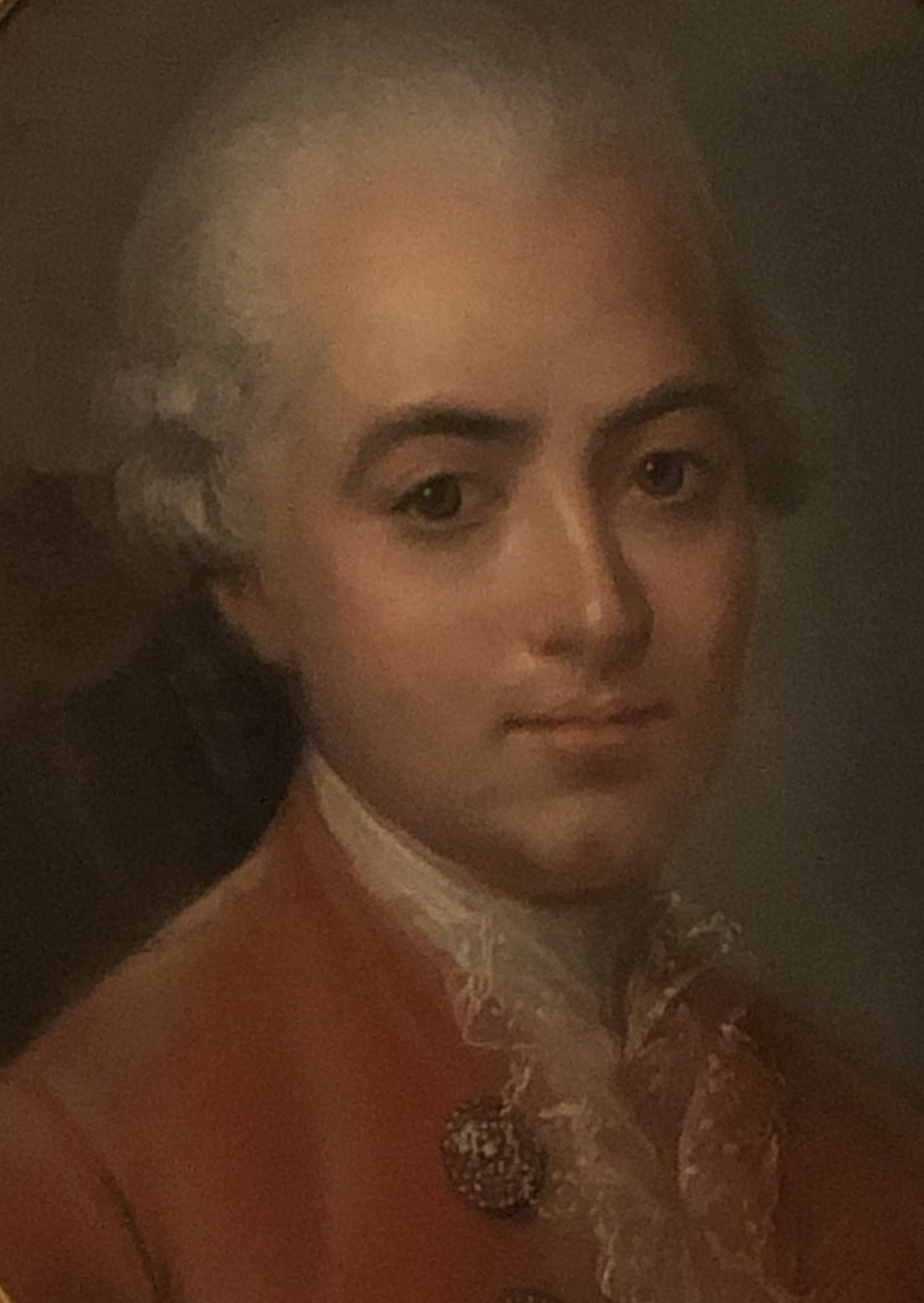
Angélique-Louis Marie de Rémigny (Paris, collection particulière).

Occupé par les troupes allemandes pendant la Seconde Guerre mondiale, le château de Dumphlun a échappé au sort du château voisin de Playnes, incendié par les nazis.
Robert Guény (1904-1976) a été maire de la commune de Billy-Chevannes et président du conseil général de la Nièvre de 1949 à 1964.

## Description

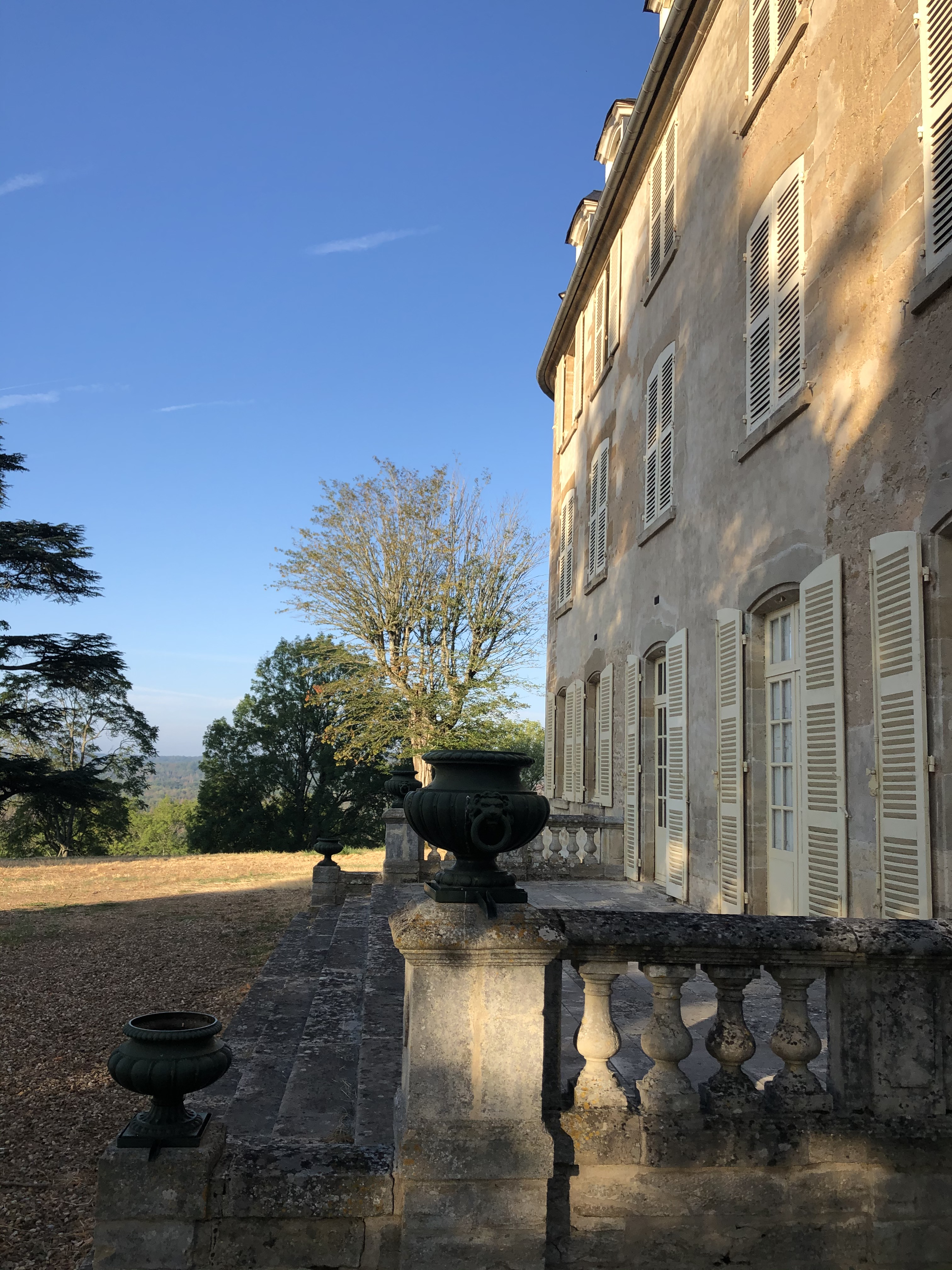
Château de Dumphlun - aile XVIIIe.

Le château et la ferme de Dumphlun constituent un ensemble qui s’est développé à la fin du XVe siècle à partir d’une tour dominant la vallée de l’Andarge. L'ensemble se situe à un kilomètre et demi de Billy-Chevannes au bout d'une longue allée bordée de platanes suivant le même axe que la rue principale du bourg de Billy (actuelle rue Robert-Guény) et la façade de l'église Saint Marcel (construite au XIXe siècle sur les fondations d'une église du XIIe siècle).
Le château présente un plan en équerre avec une aile du XVe siècle orientée nord-est / sud-ouest, qui correspond à un ancien logis seigneurial, à laquelle a été ajoutée, au XVIIIe siècle, une aile plus importante orientée sud-est / nord-ouest. Ces façades présentent des baies à encadrement harpé, percées au XVIIIe siècle, à la même époque que la tour à cinq pans hors œuvre construite sur l'axe de symétrie de la façade d'arrivée. Elle renferme un bel escalier suspendu tournant à quatre paliers. L'aile XVIIIe siècle, éclairée par des fenêtres à linteau en arc segmentaire, présente un toit à la Mansart avec lucarnes à fronton cintré et une terrasse à balustres de pierre ajoutée sous le Second Empire. En raison de cette articulation de deux bâtiments reliés entre eux, il est parfois fait référence au château de Dumphlun, dans les documents cadastraux du début du XIXe siècle, comme les « deux châteaux ».
L’aile du XVIIIe siècle et ses pièces de réception ouvrent sur une terrasse en pierre orientée vers le sud avec un parc circulaire offrant une vue sur les bois de Billy et Cizely, la vallée de l'Andarge et la colline "du Mont".

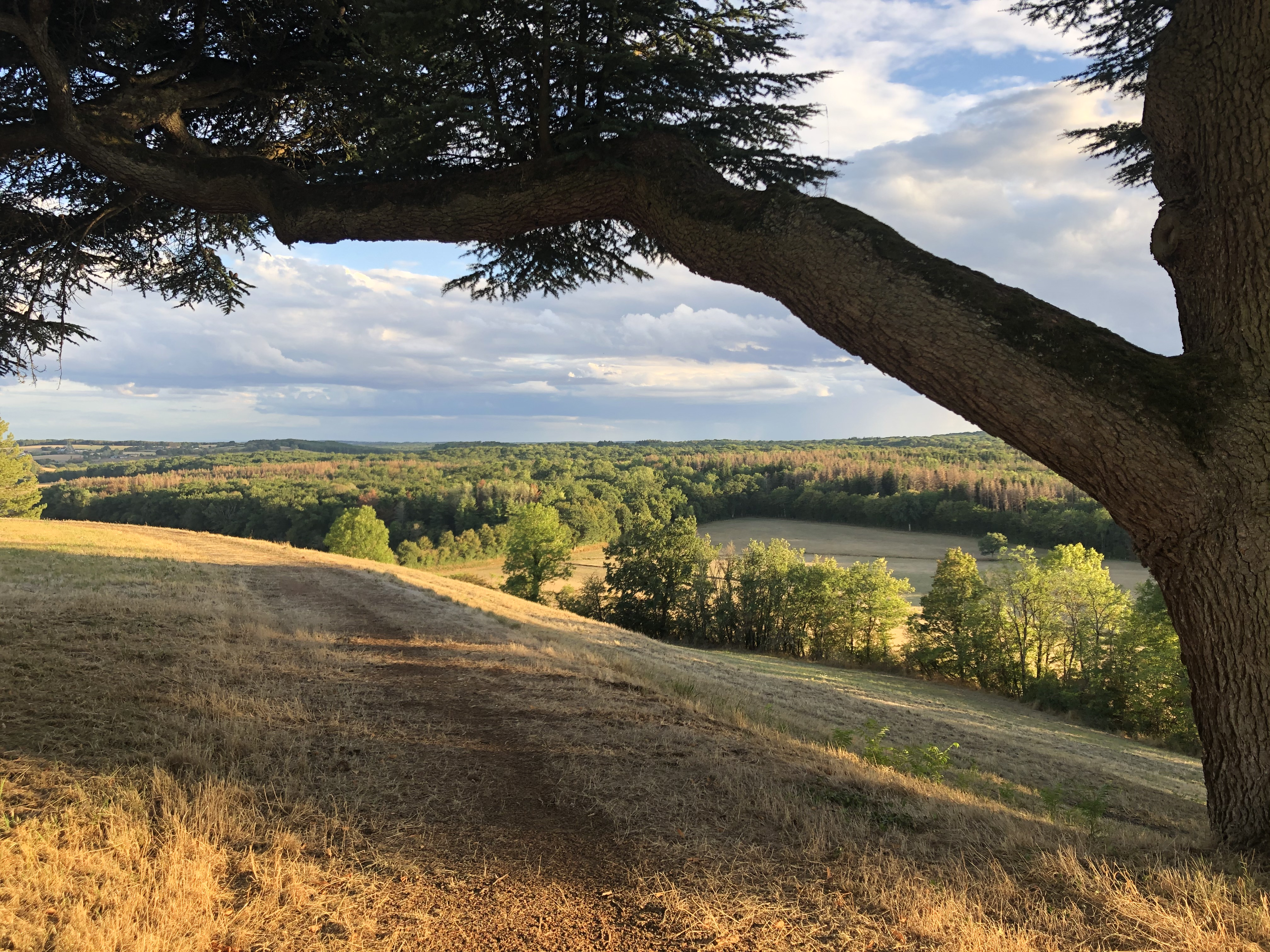
Château de Dumphlun - vue sur les Amognes

## Patrimoine agricole
Selon une organisation typique des grands domaines associés à la polyculture et à l'élevage dans le Bazois et le Sud Nivernais, la ferme de Dumphlun est organisée autour d’une cour délimitée par une enfilade de bâtiments et de granges datant des XVIIe siècle, XVIIIe siècle et XIXe siècle, ouvrant sur la vallée de l’Andarge. Cette vaste cour, ouverte sur le château, est déjà visible sur les plans cadastraux du début du XIXe siècle.

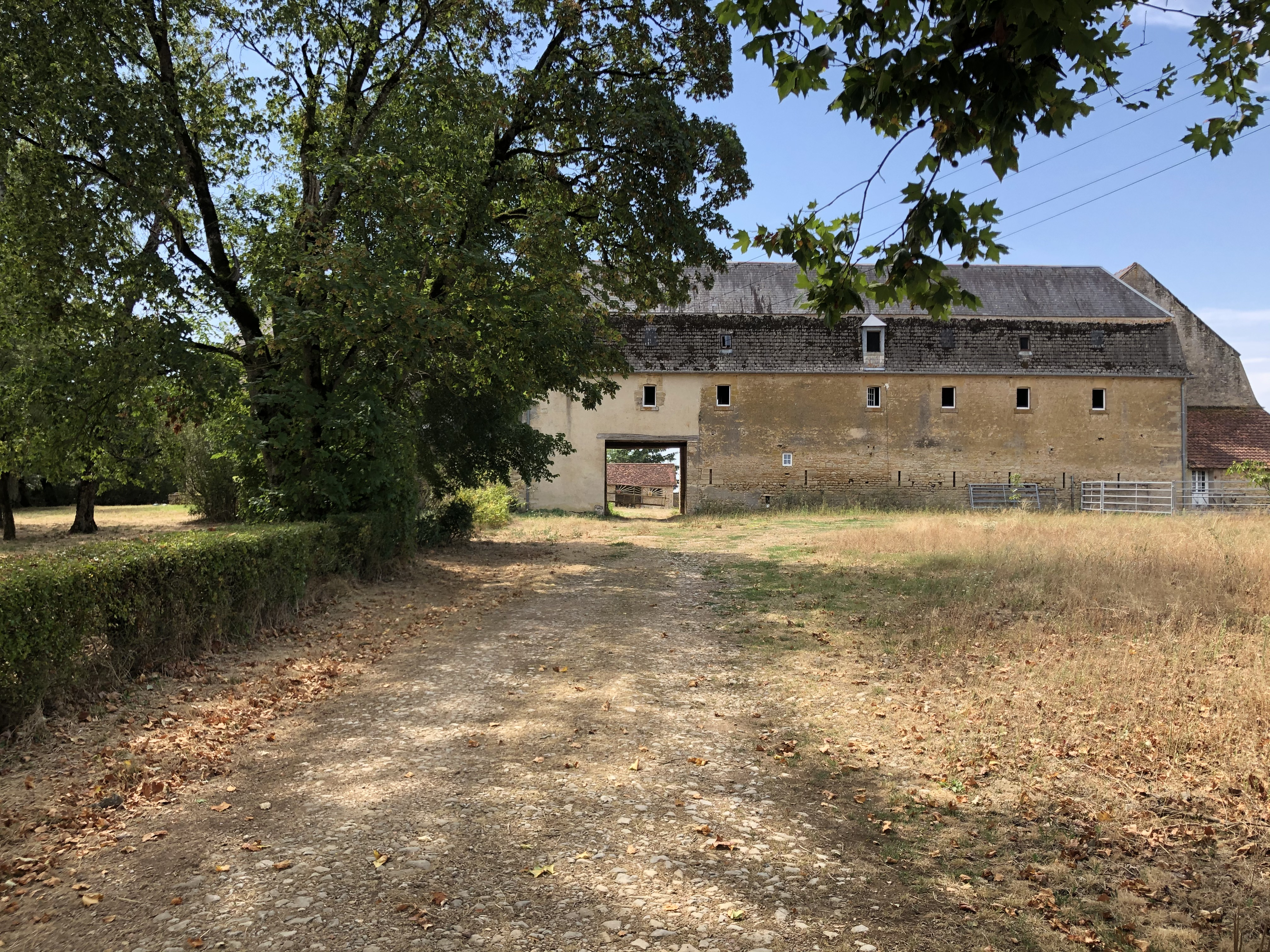
Château de Dumphlun - entrée de la ferme.

À l'origine, la ferme de Dumphlun s’inscrivait probablement dans la lignée des « fermes ornées », nées à la fin du XVIIIe siècle et pendant la première moitié du XIXe siècle. Pendant cette période, apparaissent en effet des bâtiments de ferme monumentaux, selon le goût de l'époque où l'agriculture est mise en scène pour un projet plus global d'aménagement du paysage et de l’espace autour des châteaux et des maisons bourgeoises.
Au XIXe siècle, Dumphlun est l'une des plus importantes fermes de la Nièvre. Vers 1875, elle comptait 135 ha de culture et de prés, 75 têtes de bétail, 144 têtes de cheptel sédentaire. À cette même époque, la vallée de l'Andarge est aménagée pour la rendre propice à la culture et aux fourrages : assèchement d'un étang, travail sur les écoulements d'eaux depuis les bois tout proches, naissance d'une agriculture raisonnée, assolement septennal, engrais, blé, betterave, fourrage. Une description précise existe dans les annales du Journal de l'agriculture, de la Ferme et des Maisons de Campagne de la Nièvre (1888).
La ferme de Dumphlun est restée dans l'histoire agricole de la Nièvre par ses innovations techniques (premières moissonneuses à vapeur) et ses élevages, notamment de chevaux (le premier poulain nivernais exporté aux États-Unis en 1887 se nommait "Dumphlun").
Considérée comme la plus importante des fermes de la Nièvre par ses dimensions, la ferme de Dumphlun a été inscrite aux monuments historiques le 12 février 2021.
En décembre 2021, la ferme s'est vu attribuer 178 000 euros par la Fondation du patrimoine. Le projet de rénovation en cours vise à ouvrir le site au grand public et mettre en valeur son patrimoine environnemental, tout en préservant la biodiversité du site (des oiseaux et des chauves-souris y ont notamment trouvé refuge). On y trouve également des vergers de sauvegarde.